# Balliviaspongia wirrmani
Balliviaspongia wirrmani är en svampdjursart som beskrevs av Boury-Esnault och Cecilia Volkmer-Ribeiro 1992. Balliviaspongia wirrmani ingår i släktet Balliviaspongia, ordningen Haplosclerida, klassen horn- och kiselsvampar, fylumet svampdjur och riket djur.
Artens utbredningsområde är Bolivia. Inga underarter finns listade i Catalogue of Life.